# Whitley (North Yorkshire)
Whitley is een civil parish in het bestuurlijke gebied Hambleton, in het Engelse graafschap North Yorkshire.